# Elvira Dolinar
Elvira Dolinar (pseudonim Danica; n. 22 ianuarie 1870, Krško, Comuna Krško, Slovenia – d. 18 aprilie 1961, Bled, Republica Socialistă Slovenia, RSF Iugoslavia) a fost o scriitoare, feministă și profesoară slovenă. Este notabilă pentru că a scris în favoarea drepturilor femeilor în revista Slovenka și este considerată prima feministă slovenă.

## Biografie
Dolinar s-a născut în 1870 la Krško din părinți de origine austriacă și germană. S-a pregătit ca profesoară, deoarece predarea era, în acea perioadă, una dintre singurele profesii intelectuale din Slovenia considerate acceptabile pentru femei, dar ulterior a încetat să predea după ce s-a căsătorit. Ea și soțul ei au avut patru copii; ea a folosit ulterior numele fiicei sale, Danica, ca pseudonim.
Dolinar a devenit interesată de problemele femeilor în timp ce studia pentru a deveni profesoară, ceea ce a inspirat-o să scrie articole pe această temă care au fost publicate în diferite reviste austriece. Lucrarea ei cea mai influentă a fost publicată în Slovenka („Femeia slovenă”), o revistă care a apărut din 1897 până în 1902, care a prezentat articole scrise în principal de profesoare. Ea a scris peste 40 de articole pentru Slovenka care promovează drepturile femeilor. Odată cu primul ei articol, „Ženska emancipacija” („Emanciparea femeilor”), publicat în 1897, ea a devenit prima colaboratoare a revistei care a promovat în mod explicit drepturile femeilor și de atunci a fost considerată prima feministă slovenă. Articolul ei cel mai influent și cel mai citit, „Svobodna ljubezen in zakon” („Iubire liberă și căsătorie”), a fost publicat în 1900 și a proclamat că divorțul ar trebui să fie permis atunci când ambii soți consideră relația „insuportabilă”, sentiment care contrazicea valorile catolice pe care le aveau  majoritatea slovenilor în acea vreme. Ea a fost criticată pe scară largă, în special de catolici, pentru opiniile ei.
Pe lângă jurnalism și scris de opinie, ea a scris și opere de ficțiune.
Dolinar a murit în 1961 la Bled. Pe parcursul perioadei în care Slovenia a făcut parte din Iugoslavia comunistă, începând cu 1945, Dolinar și alți activiști ai mișcării feministe au fost condamnați și abia când Slovenia și-a câștigat independența față de Iugoslavia în 1991 a fost considerată „o pionieră a gândirii feministe slovene”...